# Trần Kim Thoa
Trần Kim Thoa (3 tháng 10 năm 1923 – ?) là nữ doanh nhân và chính khách người Việt Nam, từng là Dân biểu Hạ nghị viện Việt Nam Cộng hòa qua hai nhiệm kỳ liên tiếp từ năm 1968 cho đến năm 1975.

## Thân thế và học vấn
Trần Kim Thoa sinh ngày 3 tháng 10 năm 1923 tại Hà Nội, Bắc Kỳ, Liên bang Đông Dương. Năm 1925, bà theo cha mẹ chuyển vào sinh sống tại Sài Gòn cho đến cuối đời. Năm 1939, bà nhập học Trường Trung học Sainte Enfance của Pháp, về sau còn thi đậu chứng chỉ năng lực tiếng Anh của Hiệp hội Việt–Mỹ năm 1965. Năm 1947, bà nối nghiệp gia đình lên làm Giám đốc Nhà in Tín Đức Thư Xã tọa lạc tại đường Sabourain, sau năm 1956 đổi tên là đường Tạ Thu Thâu. Tín Ðức Thư Xã do ông thân của bà lập nên chuyên xuất bản loại truyện Tàu như Phong thần diễn nghĩa, Đông Chu liệt quốc, Tam quốc diễn nghĩa v.v...

## Sự nghiệp chính trị

### Đệ Nhất Cộng hòa
Năm 1956, lần đầu tiên bà tham gia ứng cử Dân biểu Quốc hội Lập hiến tại Quận 2, Sài Gòn nhưng không thành công. Năm 1957, bà ra nước ngoài đi du lịch vòng quanh thế giới nhằm nghiên cứu về thương mại kỹ nghệ và xã hội. Năm 1959, bà ra ứng cử Dân biểu Quốc hội khóa II thêm một lần nữa và lại thua cuộc. Về sau bà đắc cử chức Nghị viên Phòng Thương mại Sài Gòn niên khóa 1959–1961.

### Thời kỳ 1963–1967
Năm 1963, nhân dịp có cuộc bầu cử Quốc hội khóa III, bà lại ra tranh cử ghế dân biểu  tại Quận 2 thế nhưng chỉ về hạng nhì. Từ năm 1963 cho đến năm 1965, bà lần lượt đảm nhận nhiều vị trí như sau: Cố vấn Hội Phụ huynh Học sinh Trường Nguyễn Bá Tòng, Chi Hội trưởng Hội Phụ huynh và Ân nhân Học sinh Trường Phan Văn Trị Sài Gòn (1963–1966), Đệ Nhất Phó Hội trưởng Hội Phụ huynh Học sinh Trường Nguyễn Bá Tòng, Trưởng ban Kinh tài Hội Phụ huynh và Ân nhân Học sinh các trường Tiểu học Công lập Đô thành (1963–1965).
Năm 1965, bà đắc cử cả hai chức Nghị viên Phòng Thương mại Sài Gòn kỳ 2 niên khóa 1965–1968 và chức Nghị viên Hội đồng Đô thành niên khóa 1965–1968. Thời làm nghị viên, bà được các ký giả nhật báo Sài Gòn đặt cho mỹ danh "Bà Nghị Nín Tè", chỉ vì trong một cuộc họp hội đồng đô thành, bà than phiền cả thành phố Sài Gòn không có một nhà tiểu tiện khiến cho chị em bán hàng rong phải nhịn tiểu.
Ngoài chức nghị viên ra bà còn kiêm nhiệm nhiều chức vụ khác như Ủy viên Ủy ban Xã hội Lao động, Kinh tế và Kiểm soát Khiếu nại Hội đồng Đô thành, Đệ Nhị Phó Hội trưởng Hội Phụ huynh và Ân nhân Học sinh các trường Tiểu học Công lập Đô thành (1965–1968), Đệ Nhất Phó Chủ tịch Nghiệp đoàn Nhà in năm từ năm 1965 đến năm 1966 và Cố vấn Quỹ Bù trừ Việt Nam từ năm 1965 đến năm 1967.
Năm 1966, bà thử ra ứng cử Dân biểu Quốc hội Lập hiến tại đơn vị I Đô thành nhưng lại thua vì chênh nhau khoảng 498 phiếu. Sau thất bại lần này, bà quay về với vai trò công tác xã hội như làm Chánh Hội trưởng Hội Vĩnh Hòa Long Tương Tế niên khóa 1966–1969, Tổng Thủ quỹ Chi hội Hội Phụ huynh và Ân nhân Học sinh hai trường Nguyễn Thái Học và Phan Văn Trị từ năm 1966 đến năm 1968.

### Đệ Nhị Cộng hòa
Đúng lúc chính phủ Việt Nam Cộng hòa tổ chức cuộc bầu cử Hạ nghị viện vào ngày 22 tháng 10 năm 1967, bà tranh thủ ra ứng cử Dân biểu đơn vị I Đô thành nhưng cũng thất bại vì thiếu tới 304 phiếu. Sau đó, bà nhận lời làm Kiểm soát viên Hội Dục Anh từ năm 1967 đến năm 1969. Cũng trong thời gian này, bà đang giữ chức Trưởng Ủy ban Kiểm soát và Khiếu nại Hội đồng Đô thành. Năm sau, bà mới chính thức đắc cử Dân biểu Hạ nghị viện, bầu bổ túc 1 ghế tại đơn vị II Đô thành vào ngày 8 tháng 9 năm 1968.  Tháng 12 năm 1968, bà ngồi vào cái ghế dân biểu đang để trống thay thế cho cố dân biểu Trần Văn Ngân vừa mới từ trần hồi đầu năm.
Lần hoạt động nghị trường đầu tiên, bà chỉ là Trưởng Tiểu ban Xã hội Hạ nghị viện Việt Nam Cộng hòa. Ít lâu sau, bà được Khối Độc lập mời giữ chức Chủ tịch Ủy ban Xã hội và Cựu Chiến binh. Khối Độc lập vốn do hai dân biểu Phạm Hữu Giáo và Nguyễn Quang Luyện sáng lập, với ông Luyện làm Trưởng khối. Khối này dù chỉ có 19 dân biểu nhưng nhiều người lại nắm được các chức vụ quan trọng trong Quốc hội.  Thời làm dân biểu, bà từng có lần phát biểu trước Quốc hội về chủ trương tái thiết xóm Bình Khang. Thậm chí bà còn dính líu đến các vụ buôn lậu đồ lót phụ nữ và thuốc kích dục của nhóm dân biểu Khối Độc lập vào những năm 1970–1971. Năm 1973, bà đã khiến dư luận hết sức ngạc nhiên vì dám cùng dân biểu Trần Ngọc Châu ngủ qua đêm tại trụ sở Quốc hội, không chịu về nhà, giữ vững lập trường thức suốt đêm phản đối chính phủ Việt Nam Cộng hòa ngược đãi tù binh Việt Cộng ở hai trung tâm cải huấn Phú Quốc và Côn Sơn.

## Cuối đời
Kể từ sau biến cố 30 tháng 4 năm 1975, chẳng còn có tin tức gì về bà nữa. Không rõ bà mất vào lúc nào. 

## Đời tư
Trần Kim Thoa là một Phật tử, lấy chồng tên là Bùi Hữu Tư rồi sau ly hôn vào năm 1965, có với nhau 6 người con (4 trai, 2 gái). Bà thông thạo cả tiếng Anh lẫn tiếng Pháp.